# Amplectobelua
Amplectobelua (wat 'omarmend beest' betekent) is een geslacht van uitgestorven amplectobeluïde radiodonten uit het late Vroeg-Cambrium, een groep stamgeleedpotigen die tijdens de eerste helft van het Paleozoïcum voornamelijk leefden als vrijzwemmende roofdieren.

## Anatomie
De andere lichaamsstructuren dan frontale aanhangsels zijn alleen bekend van de typesoort Amplectobelua symbrachiata. Net als andere radiodonten had Amplectobelua een paar gelede frontale aanhangsels, een kop bedekt met dorsale en laterale sclerieten (de laatste werden ooit verkeerd geïnterpreteerd als enorme ogen), een lichaam zonder ledematen met dorsale kieuwen (setale bladen) en een reeks van flappen aan beide zijden die zich uitstrekten over de lengte van zijn lichaam.
Amplectobelua had een gespecialiseerd frontaal aanhangsel, waarin het een duidelijk schachtgebied met drie segmenten en een distaal gearticuleerd gebied met twaalf segmenten bezit, en de stekel op het vierde segment (eerste segment van het distale gelede gebied) die naar voren gehaakt is om zich tegenover de punt van het aanhangsel te bevinden, waardoor het de prooi als een tang kon grijpen. Amplectobelua had in totaal elf paar lichaamsflappen, ze zijn relatief langwerpig en recht van vorm. De grootte van de flappen neemt naar achteren af en elk van hun frontale randen heeft rijen aderachtige structuren (versterkende stralen). Het nekgebied heeft ten minste drie paar slanke, verkleinde voorste flappen. De romp eindigde met een paar lange furcae (wimpels).

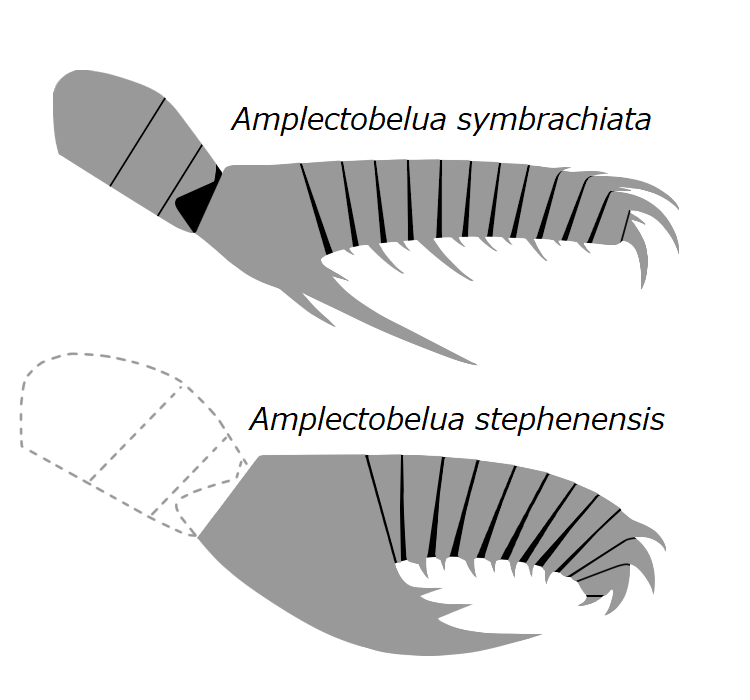
De voorste aanhangsels van de twee soorten

Amplectobelua deelt een uniek kenmerk onder radiodonten met Ramskoeldia, doordat het gnathobase-achtige structuren (GLS's) onder zijn nekgebied heeft, minstens zes, tot acht. Ze functioneerden als de gnathobasen van geleedpotigen, omdat ze konden roteren en bewegen om prooien te versnipperen. Ze waren verbonden met verkleinde voorste flappen. Bovendien werd de mond (orale kegel) van Amplectobelua geïnterpreteerd als verschillend van die van de typische radiodont, zonder de typische orale kegel in Peytoia-stijl en met talrijke platte tandplaten met een onduidelijke, maar mogelijk niet-radiale opstelling.

## Soorten
Er zijn twee soorten benoemd, Amplectobelua symbrachiata uit de Chengjiang biota en Amplectobelua stephenensis uit de latere Burgess Shale. Amplectobelua symbrachiata is bekend van complete exemplaren, terwijl Amplectobelua stephenensis alleen bekend is van losse frontale aanhangsels. Amplectobelua stephenensis is geavanceerder, waarbij de frontale aanhangsels meer gespecialiseerd zijn om te grijpen: de vierde stekel is groter en de stekels op de buitenste segmenten zijn kleiner.